# فلويد فرانكس
فلويد فرانكس (بالإنجليزية: Floyd Franks)‏ (5 أبريل 1984 بفيستافيا هيلز في الولايات المتحدة - ) هو لاعب كرة قدم أمريكي في مركز الوسط. لعب مع شيكاغو فاير وفانكوفر وايتكابس ونادي شمال كارولاينا وSalem City FC ‏ وCleveland City Stars ‏ وJammerbugt FC ‏ وMinnesota United FC (2010–2016) ‏.

## روابط خارجية
- فلويد فرانكس على موقع الدوري الأمريكي (الإنجليزية)
- فلويد فرانكس على موقع قاعدة بيانات كرة القدم.إي يو (الإنجليزية)